# Черны, Леандер
Леандер (Франц) Черны (нем. Leander (Franz) Czerny ; 4 октября 1859, Модржице, Моравия, Австрийская империя — 22 ноября 1944, Петтенбах (Верхняя Австрия)) — австрийский энтомолог, биолог, монах-бенедиктинец, аббат Кремсмюнстерского аббатства (1905—1929).

## Биография
В 1881 году стал монахом Кремсмюнстерского аббатства. В 1886 году рукоположен в Линце. Работал преподавателем английского и французского языков в школах и гимназиях. Служил в администрации монастыря. В 1905 году был избран аббатом и был им почти четверть века. Основал школу-интернат, продолжил строительные и реставрационные работы Кремсмюнстерского аббатства. В 1910 году монастырь впервые получил электрический свет. Во время Первой мировой войны, в основном, боролся с экономическими трудностями. В январе 1929 года ушёл на покой.
Затем полностью посвятил себя энтомологии, что принесло ему всемирное признание. Аббат Леандер Черни, как учёный занимался исследованиями и описанием Diptera.
Описал 34 рода и 223 биологических вида двукрылых насекомых, в том числе
- Heleomyzidae , Trichoscelidae , Chyromyidae (1927)
- Anthomyzidae , Opomyzidae , Tethinidae , Clusiidae (1928)
- Micropezidae (Tylidae), Neridrinae , Platypezidae (Clythiidae), Dryomyzidae , Neottiophilidae (1930)
- Lauxaniidae (Sapromyzidae) (1932)
- Musidoridae (Lonchopteridae), Lonchaeidae (1934)
- Chamaemyiidae (Ochthiphilidae) (1936).

Собрал большую коллекцию Чешуекрылых, которая ныне хранится в Венском Музее естествознания.
В его честь были названы два рода и 18 видов: «Sciomyza Czernyi» и «Hetermeringia Czernyi».
Кавалер командорского креста Императорского австрийского ордена Франца Иосифа.